# Distretto di Krupina
Il distretto di Krupina (okres Krupina) è un distretto della regione di Banská Bystrica, nella Slovacchia centrale.
Fino al 1918, il distretto era nella contea ungherese di Hont.

## Geografia antropica
Il distretto è composto da 2 città e 34 comuni:

### Città
- Dudince
- Krupina

### Comuni
- Bzovík
- Cerovo
- Čabradský Vrbovok
- Čekovce
- Devičie
- Dolné Mladonice
- Dolný Badín
- Domaníky
- Drážovce
- Drienovo
- Hontianske Moravce
- Hontianske Nemce

- Hontianske Tesáre
- Horné Mladonice
- Horný Badín
- Jalšovík
- Kozí Vrbovok
- Kráľovce-Krnišov
- Lackov
- Ladzany
- Lišov
- Litava
- Medovarce

- Rykynčice
- Sebechleby
- Selce
- Senohrad
- Súdovce
- Sudince
- Terany
- Trpín
- Uňatín
- Zemiansky Vrbovok
- Žibritov